# Далтон-Сіті (Іллінойс)
Далтон-Сіті (англ. Dalton City) — селище (англ. village) в США, в окрузі Мултрі штату Іллінойс. Населення — 454 особи (2020).

## Географія
Далтон-Сіті розташований за координатами 39°43′0″ пн. ш. 88°48′30″ зх. д. / 39.71667° пн. ш. 88.80833° зх. д. (39.716765, -88.808424).  За даними Бюро перепису населення США в 2010 році селище мало площу 1,58 км², з яких 1,57 км² — суходіл та 0,01 км² — водойми.

## Демографія
Згідно з переписом 2010 року, у селищі мешкали 544 особи в 203 домогосподарствах у складі 158 родин. Густота населення становила 344 особи/км².  Було 219 помешкань (139/км²).
Расовий склад населення:
| - 97,2 % — білих - 0,7 % — чорних або афроамериканців - 0,4 % — корінних американців - 0,2 % — азіатів |

До двох чи більше рас належало 1,5 %. Частка іспаномовних становила 0,4 % від усіх жителів.
За віковим діапазоном населення розподілялося таким чином: 27,2 % — особи молодші 18 років, 63,1 % — особи у віці 18—64 років, 9,7 % — особи у віці 65 років та старші. Медіана віку мешканця становила 35,2 року. На 100 осіб жіночої статі у селищі припадало 99,3 чоловіків;  на 100 жінок у віці від 18 років та старших — 103,1 чоловіків також старших 18 років.
Середній дохід на одне домашнє господарство  становив 64 104 долари США (медіана — 57 917), а середній дохід на одну сім'ю — 67 306 доларів (медіана — 63 750). За межею бідності перебувало 10,8 % осіб, у тому числі 26,3 % дітей у віці до 18 років та 0,0 % осіб у віці 65 років та старших.
Цивільне працевлаштоване населення становило 249 осіб. Основні галузі зайнятості: освіта, охорона здоров'я та соціальна допомога — 20,1 %, виробництво — 17,7 %, мистецтво, розваги та відпочинок — 11,6 %, роздрібна торгівля — 10,4 %.